# ژان کالون
ژان کالوَن، جان کالوین یا ژین کالوین (به فرانسوی: Jean Calvin)‏ (زادهٔ ۱۵۰۹ - درگذشتهٔ ۱۵۶۴) ،اصلاح‌طلب مذهبی و متکلم بنیادگرای فرانسوی و از رهبران سرشناس فرقهٔ پروتستان بود.

## زندگی

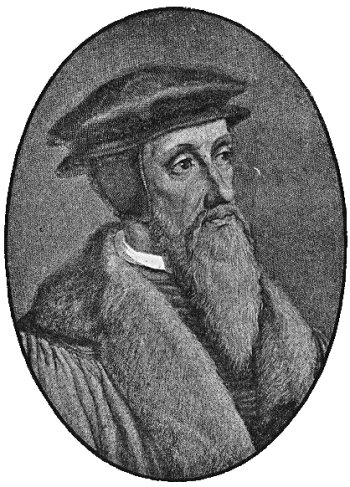
ژان کالون

ژان کالون نامی است که او بعدها پس از مدتی تحصیل در دانشگاه برای خود برمی‌گزیند. نام اصلی او ژان کاووَن بود. یکی از افرادی که بیشترین تأثیر را در روند زندگی ژان کالون داشت، پدرش، مدیر مالی در کلیسای کاتولیک بود. او می‌خواست فرزندش کاهن کلیسای کاتولیک شود. در سال ۱۵۲۳، یعنی زمانی که فقط چهارده سال سن داشت، برای یادگیری زبان لاتین در «کلژ دو لا مرش» راهی پاریس شد. بعد از چند ماه او برای ادامهٔ تحصیل به «کلژ دو مونتِی» رفت که در دروس الهیات بسیار سختگیر بود. وی در آنجا علوم مقدماتی را به خوبی آموخت.
به علت دعوا و مناقشه‌ای که بین پدر کالون و کلیسای کاتولیک شروع شده بود، او تصمیم گرفت تا پسرش در شهر اورلئان در رشتهٔ حقوق تحصیل کند. ژان از تصمیمات و گفته‌های پدرش اطاعت کرد و در سال ۱۵۲۸ به اورلئان رفت. تحصیل در رشتهٔ حقوق، بعدها به او در ایجاد پایه‌های اصلاحات در کلیسا کمک فراوانی کرد. او بعد از اورلئان، در شهر بورژ به رشتهٔ حقوق ادامه داد. آموخته‌های او در این دو شهر دربارهٔ انسان‌گرایی را می‌توان در آموزه‌های کالون یافت. او این آموخته‌هایش را بعداً با آموخته‌های الهیاتی و روحانی ترکیب کرد. آموخته‌های او دربارهٔ انسان‌گرایی باعث شد تا او انتقاد و علم را از کارهایش جدا نکند و به همین دلیل او همیشه به دنبال صحیح‌ترین منابع برای نوشته‌های خود بود. او در سال ۱۵۳۲ برای دریافت درجهٔ دکتری در رشتهٔ حقوق شروع به تحصیل کرد. اینجا بود که او نام خود را از ژان کاوون به ژان کالون تغییر داد.
وی پس از پایانِ تحصیلاتش در رشتهٔ حقوق به شهر محل تولد خود، یعنی نوایون بازگشت. با تکفیری که از سوی انجمن کلیسایی رخ داد، مجبور به ترک زادگاهش شد و به پاریس بازگشت. در پاریس بود که او طرفدار سرسخت اندیشه‌های اصلاحی گردید؛ ولی چون دانشگاه و مقامات شهر پاریس مخالف اندیشه‌های اصلاح طلبانه بودند، کالون مجبور شد تا فرانسه را ترک گوید و در سال ۱۵۳۵ به کشور سوئیس گریخت. در سوئیس بود که شروع به بنای پایه‌های کتاب مشهور خود، مبادی دین مسیحیت کرد. اولین نسخهٔ این کتاب در سال ۱۵۳۶ و در شهر بازل سوئیس به چاپ رسید. بعد از چندین دوره ویرایش مجدد آن، نسخهٔ نهایی در سال ۱۵۵۹ و در شهر ژنو سوئیس به چاپ رسید.
ژان کالون سرانجام در بیست و هفتم مه ۱۵۶۴ در ۵۴ سالگی بر اثر بیماری درگذشت.

## اقدامات فرهنگی
برای ترویج فرهنگ، او در ژنو آموزشگاه‌هایی به‌نام «کلژ» برپا کرد و کردریوس، استاد پیشین خود، را به مدیری یکی و معلمی یکی دیگر از آن‌ها گماشت. آموزشگاهی که کردریوس در آن تدریس می‌کرد نمونهٔ آموزشگاه‌هایی است که به‌وسیلهٔ کالون برپا شد و زیرنظر وی اداره می‌شد. این مدرسه هفت کلاس داشت. پس از یاد دادن الفبا و صداها از روی کتاب شرعیات به‌زبان لاتین‌ و فرانسوی، خواندن و صرف‌ونحو می‌آموختند، سپس به آثار ویرژیل و سیسرون و اووید و ژولیوس سزار و تیتوس لیویوس و انشای لاتین می‌پرداختند. زبان یونانی از کلاس چهارم آغاز می‌شد و علاوه‌بر خواندن آثار گزنفون و هومر و دموستنس کتاب مقدس را از روی متن اصلی قرائت می‌کردند.

## تأثیر
چون سوئیس پناهگاه ستمدیدگان بود، پروتستان‌های آلمان و فرانسه و هلند و انگلستان و اسکاتلند بدانجا رهسپار شدند و عقاید کالون دربارهٔ دین و آموزش‌وپرورش همگانی در آنان بسیار تأثیر کرد و تحت این تأثیر به میهن خود بازگشتند و در اشاعهٔ آن عقاید کوشیدند. برای نمونه، یکی از کسانی که تحت نفوذ کالون قرار گرفت و در اسکاتلند علم طغیان و تجدد دینی را برافراشت جان ناکس بود که موجب تأسیس دبستان‌های مجانی در اسکاتلند شد و چنان تأثیر کرد که اخلاق و دانش اهالی، به‌ویژه توده‌ها، ترقی کرد و این کشور را در زمینهٔ تحصیلات ابتدایی دویست سال از انگلستان پیش انداخت.